# Marcopolo

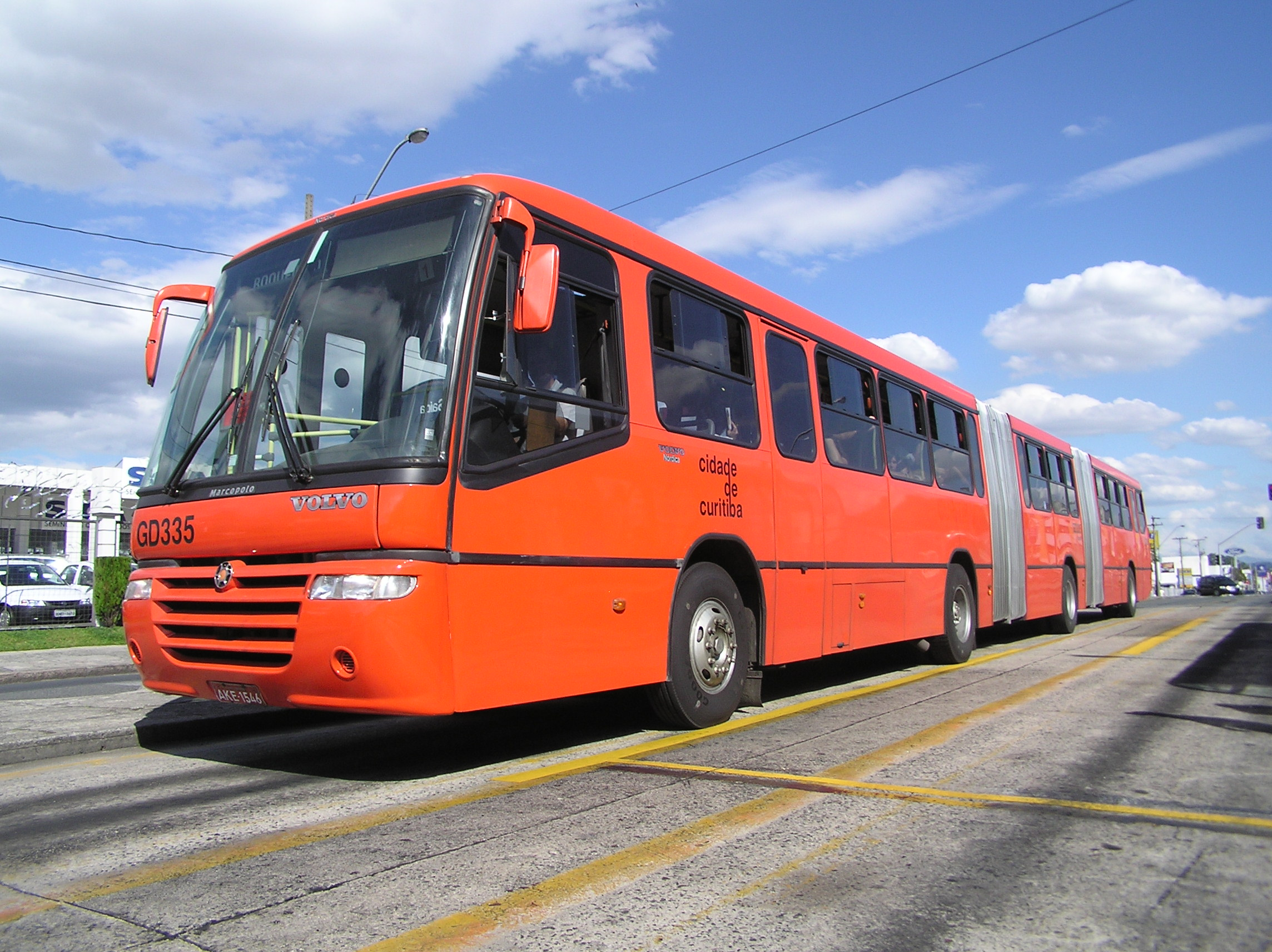
Marcopolo на шасі Volvo

Marcopolo — бразильський автобусний концерн. Його програма включає 25 базових моделей — мікроавтобуси загального призначення, туристичні автобуси середньої і великої місткості, багатомісні міжміські машини і тролейбуси, проте базовим продуктом є 10 типів міських одинарних і сполучених 2- та 3-секційних автобусів різної місткості.
Легкі автобуси збираються на шасі розвізних вантажівок, але більша частина продукції Marcopolo є комплектними автобусами власного виробництва з агрегатами місцевого збирання. На європейський ринок працює португальський завод Marcopolo Industria de Carrocarias SA у місті Коїмбра, який розпочав роботу 1991 року і здатний щороку збирати 250 машин. Найперспективнішими для ринку Західної Європи вважаються 3 моделі автобусів Marcopolo.

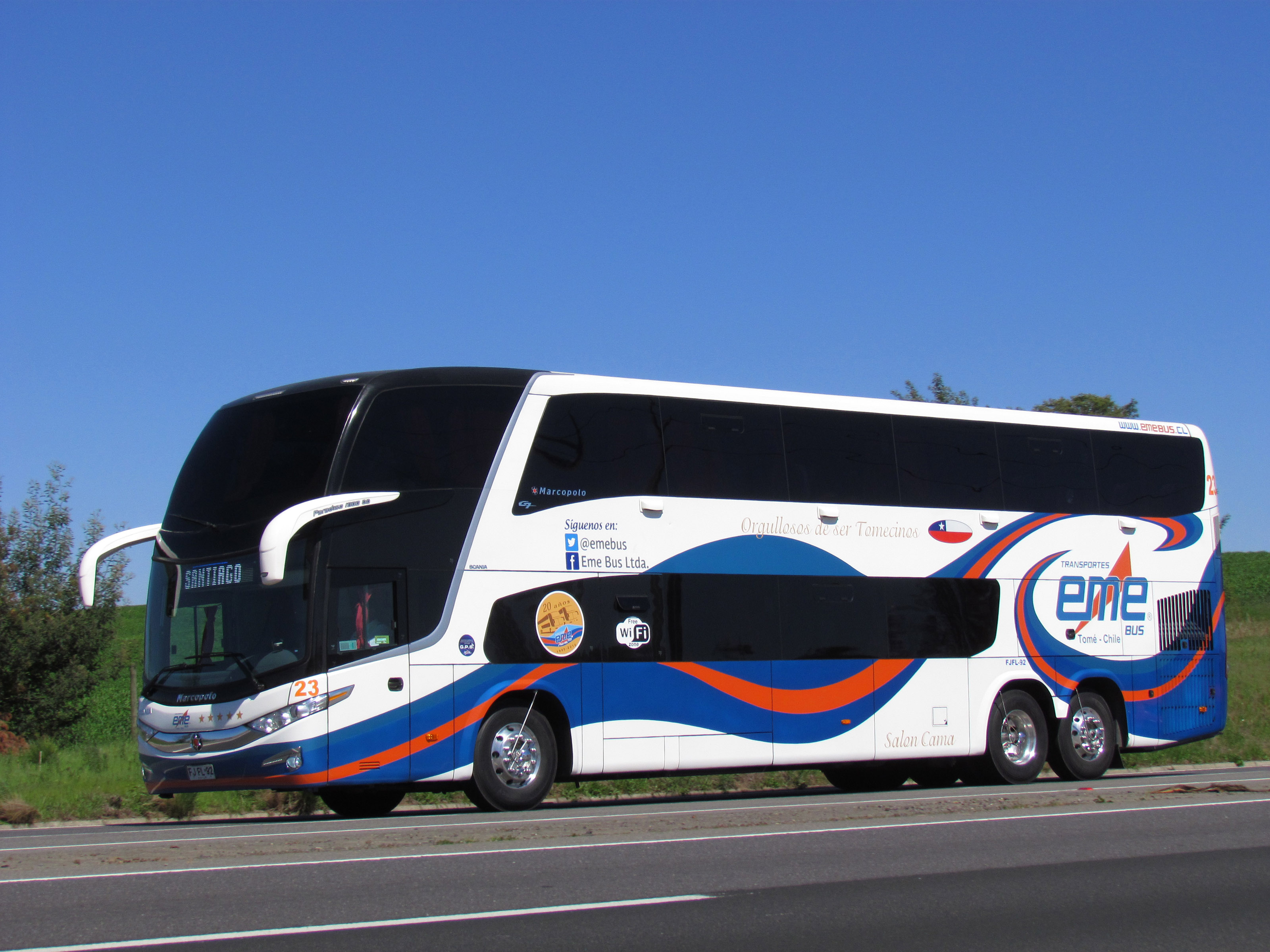
Marcopolo Paradiso 1800 DD G7

Першою є 7,7-метрова машина Senior середнього класу з характерним дизайном передньої частини кузова. Автобус пропонується у туристичному та шкільному варіантах місткістю 25-27 пасажирів, з переднім 146-сильным дизелем Iveco, механічною коробкою передач і гальмівною системою з АБС. Для туризму й міжміського сполучення фірма пропонує також свій новий 12-метровий міжміський автобус Andare, створений на шасі Volvo B12TX. Його виконано в сучасному стилі й цілковито відповідає усім вимогам Західної Європи, в тому числі нормам Euro-3. Він устаткований сучасним ергономічним робочим місцем водія, салоном підвищеної комфортності, багажними відсіками місткістю 7,5-9,5 м3.
У туристичному класі фірма пропонує зручний 49-місний автобус Viaggio II високого класу, спеціально розроблений для західноєвропейського ринку.